# Les Pétroleuses
Les Pétroleuses (bra: As Petroleiras) é um filme francês de 1971, dos gêneros faroeste e comédia, dirigido por Christian-Jacque e estrelado por Brigitte Bardot e Claudia Cardinale.

## Elenco
- Brigitte Bardot - Louise
- Claudia Cardinale - Marie Sarrazin
- Michael J. Pollard - Xerife
- Patty Shepard - pequena Pluie
- Emma Cohen - Virginie
- Térèsa Cimpera - Caroline
- Oscar Davis - Mathieu
- Georges Beller - Marc
- Patrick Préjan - Luc
- Rocardo Salvino - Jean
- Valéry Inkijnoff - Touro Cuspidor
- Micheline Presle - tia Amelie
- Denise Provence - srta. Letellier
- Leroy Hayns - Marquis
- Jacques Jouanneau - sra. Letellier
- Raoul Delfossé - Le Cornac